# Menecratistis sciaula
Menecratistis sciaula är en fjärilsart som beskrevs av Edward Meyrick 1933. Menecratistis sciaula ingår i släktet Menecratistis och familjen stävmalar. Inga underarter finns listade i Catalogue of Life.